# 日本プララド
株式会社日本プララド（にほんプララド）は、兵庫県神戸市に本社を置く油圧トルクレンチ専門メーカー。油圧トルクレンチや電動トルクレンチ、ボルトテンショナー等の大型ボルト締結工具の製造・販売・レンタルを全国に展開している企業。

## 概要
独プララドは1962年設立の油圧トルクレンチの老舗メーカー。1984年（昭和59年）10月に日本プララド設立。近年ではマイクロプロセッサを内蔵し、様々な高精度ボルト締めを自動運転する世界初のIQ自動油圧ポンプ（油圧トルクレンチ用）を開発、製品化。産業用大型ボルト締めの油圧工具、電動工具、エアー工具、手動工具を製造しトルク50Nm～150,000Nmまでの工具ラインナップを誇る。

## 所在地
- 本社・工場：兵庫県神戸市西区岩岡町古郷255-6
- 関東支社：神奈川県横浜市鶴見区豊岡町26-10
  - 札幌営業所：北海道札幌市白石区平和通2丁目南3-7-103
  - 九州営業所：福岡県北九州市小倉北区金鶏町10-24 栄進興産ビル　
  - 他営業所：仙台営業所、埼玉営業所、大阪営業所（堺市・豊中市）、四国松山営業所

## 事業内容
- 大型ボルト締結工具（油圧工具・電動工具・エア工具）の製造、販売、レンタル。

油圧トルクレンチ、ナットランナー 、ボルトテンショナー、油圧ナット、テンションナット、倍力ギアレンチ、油圧ポンプ等。
原子力発電所、火力発電所、風力発電所、水力発電所、化学プラント、製鉄所、建設現場などで利用されている。
- 超音波ボルト軸力計によるボルトの軸力測定
- トルク試験機による工具のトルク検定、校正点検

## 主な製品
- 油圧トルクレンチ（トルク管理工具）

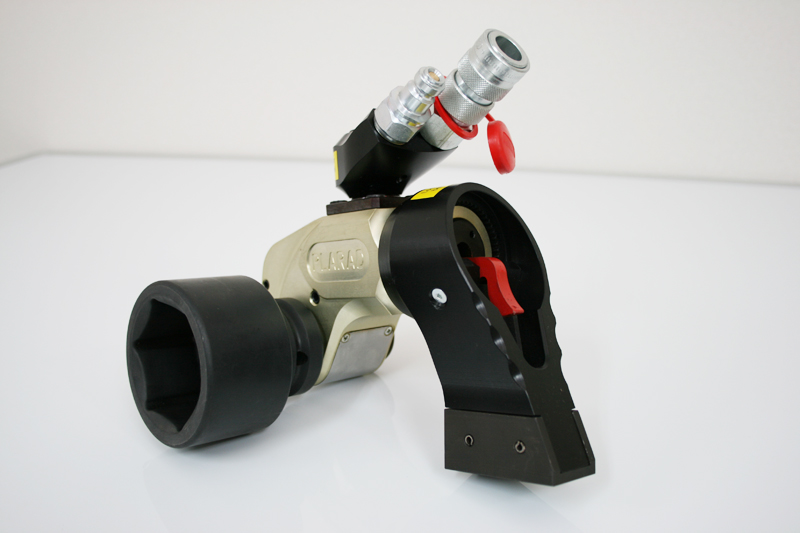
油圧トルクレンチ PL450SC

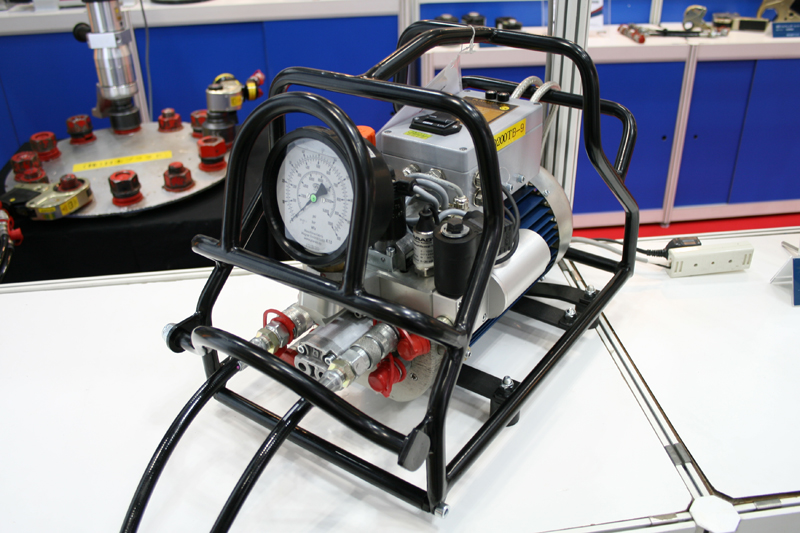
自動油圧ポンプ IQ200TB-9

  - 油圧トルクレンチ（複動SC型 ソケット交換タイプ）  最大トルク：65,000 N·m
  - 油圧トルクレンチ（単動PET型 ソケット交換タイプ） 最大トルク：12,000 N·m
  - 油圧トルクレンチ（VS型 センターホールタイプ） 最大トルク：45,000 N·m
  - 油圧トルクレンチ（CH型） 最大トルク：150,000 N·m
- 電動トルクレンチ（電動ナットランナー）
  - 電動型　最大トルク：12,000 N·m
  - コードレス型　最大トルク：8,000 N·m
- エアートルクレンチ（エアーナットランナー）
  - エアー型　最大トルク：12,000 N·m
- 倍力ギアレンチ 最大トルク：10,100 N·m
- トルクメーターGMV2
- トルク試験機
- 小型油圧ポンプ PE100CF-2（100V）
- 油圧ポンプ PE100CF-5（100V）
- 油圧ターボポンプ PE200TB-9（200-230V）
- IQ自動油圧ポンプ IQ200TB-9（200-230V）
- デュアルIQ自動油圧ポンプ　（200-230V）
- エアー油圧ポンプ PA07TB-8
- 高圧油圧ホース（80-300MPa）
- ボルトテンショナー（軸力管理）
- 油圧ナット（軸力管理）
- 油圧ワッシャ（軸力管理）
- 超音波ボルト軸力計
- テンションナット
- ハンズフリー共回りストッパー
- インパクトソケット

## グループ会社
- ボルトエンジニア